# Guerra franca (426-428)
La guerra franca entre los años 426 y 428 fue un conflicto bélico ocurrido en el Imperio romano de Occidente. Enfrentó a los francos ripuarios contra un ejército imperial dirigido por Aecio por el control de la parte sur de la provincia de Germania secunda. Se enmarca dentro de las campañas militares emprendidas por el Imperio occidental para intentar restablecer el control de su territorio tras el caos ocasionado por la guerra civil entre Juan y Teodosio II.

## Antecedentes
En el año 423 falleció el emperador Honorio y su sucesión desató una guerra civil entre Juan —proclamado en Occidente— y Teodosio II quien tras la muerte de su tío había quedado como emperador único de todo el Imperio. El apoyo a Juan no fue unánime en el Imperio occidental de tal manera que, en la Galia, la parte sur lo rechazó mientras que el norte se decantó por él y se emitieron monedas con su imagen en Augusta Treverorum. Parece que la escasez de tropas en esta zona llevó a las autoridades a pedir ayuda a los francos establecidos al otro lado del río tal y como había hecho el usurpador Jovino dos décadas antes con los burgundios.
El enfrentamiento militar acabó en mayo de 425 con la victoria del ejército oriental sobre Juan de tal manera que, en octubre, Teodosio II nombró a Valentiniano III como emperador occidental. Sin embargo, pocos días después de la muerte de Juan, Aecio llegó en su ayuda con un ejército de hunos. Tras una batalla indecisa, se llegó a un acuerdo por el que se le dio a este un alto cargo —comes rei militaris— en el ejército occidental y los seguidores de Juan fueron amnistiados. Parte de las tropas hunas que habían llegado con Aecio regresaron a su territorio mientras que el resto quedó con él como ejército personal. A su mando, se dirigió a la Galia con la misión de recuperar el control gubernamental donde se había perdido durante el caos ocasionado por la guerra civil.

## Desarrollo
Aecio liberó primero la ciudad de Arlés, en el mismo 425, del asedio al que le tenían sometido los visigodos con una rápida campaña y tras ello, se dirigió hacia el norte para enfrentarse a los francos ripuarios que ocupaban la parte sur de Germania secunda. Estos, habían aprovechado la petición de ayuda de los seguidores de Juan y la confusión reinante por la guerra civil para ocupar territorio romano.
Aunque son muy escasas las referencias que han quedado sobre esta campaña en las fuentes clásicas, se puede inferir que, durante tres años, Aecio expulsó paulatinamente a los francos de las poblaciones ocupadas en Germania secunda hasta el punto que estos llamasen en su auxilio a refuerzos del otro lado del Rin. Se dio, entonces, una gran batalla entre ambos ejércitos donde triunfaron Aecio con el ejército romano y los hunos mientras que los francos sufrieron una sangrienta derrota. Los supervivientes abandonaron, entonces, el territorio imperial y cruzaron el río de vuelta a sus territorios de tal manera que, en 428, el control romano sobre la provincia quedó completamente restablecido y la frontera restaurada tal y como la había dejado Constancio III .

## Consecuencias y acontecimientos posteriores
La victoria romana proporcionó unos años de estabilidad para el área imperial junto al medio Rin hasta que, en 431, los ripuarios volvieron a cruzar el río y ocuparon el territorio romano mientras que Aecio se encontraba en Nórico Ripense con la misión de sofocar una rebelión en la provincia.
Para Acecio, esta victoria significó su ascenso al cargo de magister equitum per Gallias y lo convirtió en uno de los tres más importantes militares del Imperio occidental junto a Félix y Bonifacio. Félix lo vio pronto con un potencial rival e intentó deshacerse de él, sin embargo, Aecio atacó primero y lo hizo asesinar en mayo de 430.